# Laetia procera
Laetia procera là một loài thực vật có hoa trong họ Liễu. Loài này được (Poepp.) Eichler mô tả khoa học đầu tiên năm 1871.